# 卡斯爾曼氏病
卡斯爾曼氏病（Castleman disease）是一類罕見的淋巴增生性疾患，疾病特徵主要為淋巴結腫大。
卡斯爾曼氏病目前已知至少有三種亞型：局灶性卡斯爾曼氏病（Unicentric Castleman disease，UCD）、人類疱疹病毒第8型關聯性多發性卡斯爾曼氏病（HHV-8-associated MCD），以及特發性多發性卡斯爾曼氏病（idiopathic multicentric Castleman disease，iMCD），多發性卡斯爾曼氏病（multicentric Castleman disease，MCD）。診斷上必須檢視病變淋巴結的位置及數量，以及確認是否有遭到HHV-8感染。由於各亞型的症狀、機轉、治療，及預後都不同，因此分型的工作相當重要。在美國，每年新發個案數約為6,500至7,700例左右。
1956年，班傑明‧卡斯爾曼首次描述了此疾病，而此病也因此以他為名。卡斯爾曼氏病合作網路（ The Castleman Disease Collaborative Network）是目前該疾病規模最大的相關團體，致力推動該疾病的研究、推廣，以及提供病友支持。

## 分類
卡斯爾曼氏病目前已知至少有三種亞型：局灶性卡斯爾曼氏病（Unicentric Castleman disease，UCD）、人類疱疹病毒第8型關聯性多發性卡斯爾曼氏病（HHV-8-associated MCD），以及特發性多發性卡斯爾曼氏病（idiopathic multicentric Castleman disease，iMCD）。
淋巴結腫大的位置及數量對於卡斯爾曼氏病的分型相當重要。在局灶性卡斯爾曼氏病（UCD）的患者身上，通常僅有一個區域的單顆或數顆淋巴結遭到進犯。多發性卡斯爾曼氏病（MCD）則顧名思義，即淋巴結腫大的位置散佈於多個區域。在感染症中，目前已知會併發卡斯爾曼氏病的病原體僅有人類疱疹病毒第8型（HHV-8）一種。

### 局灶性卡斯爾曼氏病
局灶性卡斯爾曼氏病（UCD）的患者僅有單一區域的淋巴結受到進犯。此亞型為最常見的亞型，成因目前尚未闡明。UCD相對另外兩種亞型來說，症狀較為輕微，且通常不會伴隨器官衰竭的情形。治療可透過手術移除病變淋巴結進行，但若患者不適合開刀，則治療比照特發性多發性卡斯爾曼氏病。

### 特發性多發性卡斯爾曼氏病
特發性多發性卡斯爾曼氏病（iMCD）的患者會有多個區域的淋巴結遭到進犯，且沒有已知病因。該亞型較UCD少見，且症狀較為嚴重。診斷上必須有檢驗報告異常。症狀包含全身性發炎反應及器官衰竭。此類型手術通常無法治癒，需透過藥物治療，治療藥物包含抗病毒藥物、胞毒性化學療法，以及生物製劑等等。
由於iMCD的症狀相對不具特異性，且病因迄今未明，在診斷上相當困難。

### 人類疱疹病毒第8型關聯性多發性卡斯爾曼氏病
人類疱疹病毒第8型關聯性多發性卡斯爾曼氏病（HHV-8-associated MCD）是因為HHV-8感染造成的多發性卡斯爾曼氏病，與iMCD一樣也會進犯多處淋巴結，較常發生於有人類免疫缺陷病毒（HIV）感染的患者身上。該亞型在臨床症狀和治療上較類似iMCD，通常無法透過手術治癒，需透過藥物治療。

### 多發性卡斯爾曼氏病
多發性卡斯爾曼氏病（multicentric Castleman disease MCD） 此病的症狀包括全身性淋巴結腫脹、發燒,嚴重的甚至會有多重器官衰竭。大約有35%的患者會在確診後五年內死亡。

## 相關症候群

### TAFRO症候群
偶發於某些多發性卡斯爾曼氏病的患者，症狀包含血小板低下、全身性水腫、發燒、網狀纖維化，以及器官腫大。此類患者對於免疫抑制劑及固醇類藥物反應良好。

## 病理學
卡斯爾曼氏病的診斷需透過病變淋巴結的切片進行，根據組織病理學特徵，可以區分為下列幾個變型（varient）：
- 透明血管型（Hyaline vascular）：生發中心萎縮、濾泡樹突細胞增生或形態異常、濾泡間區域血管增生、血管硬化。淋巴被套區增厚，出現「洋蔥狀」（“onion-skin”）徵象。
- 漿細胞型（Plasmacytic）：濾泡數量增加及生發中心增生，且片狀（sheet-like）漿細胞數量增加[10][11]。
- 高血管型（Hypervascular）：與透明血管型類似，但此變型主要用於描述iMCD患者的變化。最主要的差異是此亞型的淋巴竇通常維持通暢，而透明血管型的淋巴竇基本上付之闕如[12]。
- 混合型（Mixed）：合併有以上三種病理特徵。

在UCD中，大多數患者會以透明血管型表現，僅約一成的患者會以漿細胞型或混和型表現。iMCD則主要以漿細胞型為主，但高血管型、透明血管型及混合型也有機會表現。HHV-8相關卡斯爾曼氏病的病例皆會出現血漿芽細胞性特徵（plasmablastic features），特徵上與漿細胞型類似，但鏡檢下能找到血漿芽細胞存在。潛伏期相關核蛋白-1（Latency-associated nuclear antigen，LANA-1）是一種HHV-8特有的標記，LANA-1的特殊染色僅會在HHV-8相關卡斯爾曼氏病患者身上顯示陽性。
由於病理上不同變型之間，無法區分病情嚴重度及預測治療效果，因此目前尚無法藉由組織學特徵進行疾病分型。

## 鑑別診斷
除了卡斯爾曼氏病之外，也有一些疾病也會出現淋巴結腫大的情形，且組織學上也會呈現類似特徵，因此必須對以下疾病進行鑑別診斷：
- 感染病：EB病毒、人類免疫缺陷病毒（HIV）、分枝桿菌（如結核桿菌）
- 自體免疫疾病：全身性紅斑狼瘡、類風濕性關節炎、IgG4相關性疾病、噬血球性淋巴組織球增生症（英语：Hemophagocytic lymphohistiocytosis）、成人史迪爾氏病（AOSD）、自體免疫淋巴增生症候群（英语：Autoimmune lymphoproliferative syndrome）
- 血液腫瘤：淋巴瘤、濾泡樹突細胞肉瘤（英语：Follicular dendritic cell sarcoma）

## 歷史
1956年7月，美國病理學家班傑明‧卡斯爾曼（Benjamin Castleman）首次描述了局灶性卡斯爾曼氏病的病例。到了1984年，開始有一些病例報告描述多發性卡斯爾曼氏病，以及其與卡波西氏肉瘤之間的關聯。到了1995年，學者在HIV感染的患者中，發現了HHV-8與卡斯爾曼氏病之間的關聯性。正式的診斷標準則直到2016年才建立，隔年學界首次對iMCD提出國際診斷標準的共識。2018年，針對iMCD的治療指引首次發表。
後人於2018年起，將卡斯爾曼發表首篇病例報告的7月23日，訂定為世界卡斯爾曼氏病日（World Castleman Disease Day）。

## 文化
2012年，卡斯爾曼氏病合作網路正式建立，為世界上最大的卡斯爾曼病專題組織，旨在促進該疾病的研究、推廣，及病友支持。

## 延伸閱讀
- Fajgenbaum, David. . New York: Ballantine Books. 2019  [2021-02-03]. ISBN 9781524799618. OCLC 1144129598. （原始内容存档于2021-05-17）. Book by the founder of the Castleman Disease Collaborative Network.